# ديربي أولمبيك
ديربي أولمبيك (بالفرنسية: Choc des Olympiques)‏، والمعروف أيضًا باسم الديربي الأولمبي (بالفرنسية: Derby des Olympiques)‏، هو اسم التنافس الكروي بين فريقين رئيسيين في كرة القدم الفرنسية يحملان اسم «أولمبيك» في أسمائهما – أولمبيك ليون وأولمبيك مارسيليا. أشارت قناة كنال+ الفرنسية لكرة القدم إلى المباراة باسم «أوليمبيكو»، في إشارة إلى الكلاسيكو، وهو الاسم الذي اكتسب شعبية بين المشجعين ووسائل الإعلام. يشير هذا الاسم على وجه التحديد إلى المباريات الفردية بين الفريقين. على عكس لو كلاسيك، لا يوجد أي ضغينة في داخل التنافس، بل ينبع بدلاً من ذلك من القدرة التنافسية بين لاعبي كل نادي ومدربيه ومشجعيه والتسلسل الرئاسي. غالبًا ما يُستشهد بالتنافس باعتباره مهمًا بشكل خاص لأن كلا الناديين يتمتعان بمستوى عالٍ في كرة القدم الفرنسية ويتم تحديد البطولة بانتظام بين الاثنين. مارسيليا وليون (إلى جانب سانت إتيان وباريس سان جيرمان) هم الأندية الفرنسية الوحيدة الذين فازوا بالدوري الفرنسي أربع مرات متتالية، حيث فاز مارسيليا مرتين. كما أن المنافسة بينهما تضاهي المنافسة بين بوروسيا مونشنغلادباخ وبوروسيا دورتموند، والمعروفة باسم «ديربي بوروسن» في ألمانيا.

## التاريخ
أُقيم أول لقاء بين الفريقين في 23 سبتمبر 1945 وانتهى بالتعادل 1–1. وبعد استحواذ جان ميشيل أولاس على أولمبيك ليون في عام 1987، دخلت المنافسة بيئة أكثر تنافسية. في عام 1989، بدأ مارسيليا سلسلة رائعة من خمسة ألقاب متتالية في الدوري الفرنسي، على الرغم من تجريده من اللقب الخامس والأخير، بسبب فضيحة برنارد تابي، والتي شهدت هبوط النادي إلى الدرجة الثانية. كما فاز مارسيليا بنسخة 1993 من كأس أوروبا. وكانت إحدى المباريات البارزة خلال هذه السلسلة هي هزيمة ليون 7–0 على يد مارسيليا خلال موسم 1990–91.
بعد هبوط مارسيليا الدرجة الثانية وعودته في النهاية، انتقم ليون خلال موسم 1996–97 بفوزه الساحق على مارسيليا 8–0 في ملعب جيرلان حيث جاءت جميع أهدافهم في غضون 55 دقيقة. يظل الفوز، حتى يومنا هذا، أكبر انتصار ليون في الدوري. بدأ ليون في النهاية في الصعود على سلم كرة القدم الفرنسية، وفي بداية الألفية الجديدة، بدأ سلسلة من سبعة ألقاب متتالية في الدوري الفرنسي، متجاوزًا بسهولة سلسلة مارسيليا المكونة من أربعة ألقاب. خلال سلسلة ليون القياسية الوطنية، احتل مارسيليا المركز الثاني مرة واحدة فقط، خلال موسم 2006–07.

## المباريات البارزة
- مارسيليا 7–0 ليون (13 يناير 1991) – سيطر مارسيليا، الذي كان في بدايته، على المباراة بأكملها وفكك ليون بشكل فعال، الذي كان بقيادة ريمون دومينيك وكان في موسمه الأول في الدرجة الأولى بعد الصعود في الموسم السابق.[2]
- ليون 8–0 مارسيليا (24 مايو 1997) – كانت المباراة الأخيرة لموسم 1996–97. افتتح ليون المباراة بسرعة، وسجل في الدقيقة الأولى عن طريق ألان كافيليا. وبعد هدف كافيليا، بدأ ليون سلسلة من الهجمات القاتلة وسجل 6 أهداف دون رد في غضون 27 دقيقة. وكانت النتيجة 7–0 قبل نهاية الشوط الأول. وسجل لودوفيك جيولي الهدف الأخير في الدقيقة 54، ليكمل بذلك هاتريك.[3]
- مارسيليا 1–4 ليون (22 أكتوبر 2006) – بعد أن عانى من فترة من الأزمة في أوائل العقد الأول من القرن الحادي والعشرين، بدأ مارسيليا في التعافي في 2002–03 لإعادة دمج النصف العلوي من الجدول. بدأ النادي موسم 2006–07 بشكل جيد بهزيمة واحدة فقط في مبارياته التسع الأولى، وكان واثقًا من النتيجة ضد أولمبيك ليون. مع وجود فريقين متكافئين على الورق، لم يتوقع سوى عدد قليل من الناس درس كرة القدم الذي سيتبع ذلك. سدد جونينيو ركلة حرة ليمنح ليون التقدم بعد 20 دقيقة. في بداية الشوط الثاني، أضاف الشاب كريم بنزيما، الذي كان يبلغ من العمر 18 عامًا آنذاك، الهدف الثاني. سجل حبيب باموغو هدفًا واحدًا للفريق المستضيف في الدقيقة 70 ولكن بدلاً من تحفيزهم للبحث عن هدف التعادل، انتهى الأمر فقط بإثارة غضب الزوار ومنحهم المزيد من التصميم على الضغط أولمبيك مارسيليا. سجل جونينيو هدفًا آخر من ركلة حرة في الدقيقة 78 وسط صيحات الاستهجان والهتافات التي انطلقت من المدرجات. واختتم كيم شلستروم اللقاء بالهدف الرابع قبل ثلاث دقائق من نهاية المباراة. وللمرة الثانية في ثلاث سنوات، سحق ليون أولمبيك مارسيليا بنتيجة 4–1 على ملعب فيلودروم؛ وكان الفريق قد حقق نفس النتيجة في نوفمبر 2003.[4]
- مارسيليا 2–1 ليون (31 يناير 2007) – خلال دور الستة عشر من كأس فرنسا في ذلك الموسم، سجل ليون أول هدف، حيث سجل كريس في الدقيقة 18 برأسه بعد ركلة حرة. طوال المباراة، تأخر مارسيليا في النتيجة دون تسجيل، وأصبحت فرص التأهل للدور التالي أقل وأقل. ومع ذلك، قبل دقيقتين من الوقت المحتسب بدل الضائع، تمكن ميكائيل باجيس من التسجيل وعاد مارسيليا إلى المباراة. بعد دقيقتين، في الدقيقة الأولى من الوقت المحتسب بدل الضائع، تلقى مامادو نيانغ تمريرة هوائية وسجل هدفًا آخر برأسه، مما منح مارسيليا في النهاية الفوز والتأهل. حقيقة هذه المباراة هي أن ليون يعتبر متخصصًا في تسجيل الأهداف في الدقائق الأخيرة من المباريات، لانتزاع الفوز، وقد فعل مارسيليا الشيء نفسه بالفعل ضد ليون. سيكون مارسيليا هو المتأهل إلى نهائي كأس فرنسا، حيث خسر في النهاية أمام سوشو (2–2، 4–5 بركلات الترجيح).[5]
- ليون 1–2 مارسيليا (11 نوفمبر 2007) – دخل ليون هذه المباراة بعد أن بدأ الموسم بشكل جيد وكان ضمن أفضل خمسة فرق في الدوري. وفي الوقت نفسه، كان أولمبيك مارسيليا يعاني، وعلى الرغم من تغيير المدرب في سبتمبر، وجد نفسه يكافح ضد الهبوط. ولعب ليون أمام جماهيره، وكان مرشحًا للفوز بشدة وتقدم بهدف في الدقيقة السابعة سجله جونينيو. وسرعان ما قاتل مارسيليا وسجل مامادو نيانغ من ركلة جزاء بعد 10 دقائق. تلا ذلك مباراة ممتعة مليئة بالإثارة أمام المرمى، حيث حرم ستيف مانداندا، حارس مرمى مارسيليا، كريم بنزيما من عدة فرص. وفي الدقيقة 43، سجل نيانغ مرة أخرى ليمنح فريقه التقدم. واصل أولمبيك ليون هيمنته على المباراة في الشوط الثاني، لكن منافسه احتفظ بتقدمه وترك ليون بفوز ثمين، وهو الأول له في مباراة بالدوري على ملعب جيرلان منذ أبريل 2004.
- مارسيليا 3–1 ليون (6 أبريل 2008) – بعد خمسة أشهر، نجح إيريك غيريتس في قلب أحوال مارسيليا بشكل مذهل، ولم يعد الفريق يقبع في قاع جدول الترتيب، بل أصبح يكافح من أجل التأهل لدوري أبطال أوروبا. وكان الفريق قد خسر مباراة واحدة فقط من آخر 11 مباراة خاضها في الدوري قبل هذه المواجهة. وفي الوقت نفسه، عانى ليون من بعض الانتكاسات بين يناير ومنتصف فبراير، وشهد تقدمه على بوردو. وبفضل الدعم الساخن من المدرجات، هاجم أولمبيك مارسيليا منافسيه منذ البداية وسجل هدفين عن طريق مامادو نيانغ وجبريل سيسيه قبل مرور نصف ساعة. وكان ليون متفوقًا على منافسيه وكان محظوظًا بدخوله الشوط الأول متأخرًا بهدف واحد فقط، حيث منح لوريك تسانا كانا هدفًا بالخطأ لفريقه طوق النجاة. وفي وقت مبكر من الشوط الثاني، سجل نيانغ هدفًا آخر ليبدد أي شك في قضية المباراة. للمرة الأولى منذ موسم 1983–84، عندما كان الفريقان يلعبان في الدرجة الثانية في الدوري الفرنسي لكرة القدم، حقق أولمبيك مارسيليا لقبي الدوري على منافسيه، الذين اضطروا إلى تحمل نهاية عصبية للموسم بعد هذه الهزيمة.[6]
- ليون 0–0 مارسيليا (14 ديسمبر 2008) – على الرغم من أن المباراة كانت مملة وغير جديرة بالمشاهدة، إلا أنها كانت أكثر أهمية بسبب عودة حاتم بن عرفة إلى ملعب جيرلان. قضى بن عرفة سبع سنوات في أولمبيك ليون وكان جزءًا من أربع بطولات للنادي قبل أن يرحل في ظروف مشكوك فيها. قبل المباراة، في 12 ديسمبر، أعلن بن عرفة أن ليون ليس فريقًا رائعًا. ونتيجة لذلك، تعرض للسخرية والإهانة في كل مرة يلمس فيها الكرة أو يقترب منها. تم استبداله لاحقًا في الدقيقة 80 وتعرض لوابل من صيحات الاستهجان.[7]
- مارسيليا 1–3 ليون (17 مايو 2009) – بدأ ميزان القوى في كرة القدم الفرنسية يميل نحو الجنوب مرة أخرى، بعد سنوات من هيمنة أولمبيك ليون. وللمرة الأولى منذ سنوات عديدة، كان أولمبيك ليون يتفوق على أولمبيك ليون قبل أن يتجه إلى مواجهة مع منافسيه. كان النادي الذي يدربه إيريك غيريتس يتصدر جدول الترتيب ويستهدف الفوز ببطولة فرنسا الأولى منذ عام 1992. ومع ذلك، لم يكن ليون مستعدًا للسماح لعدوه بالمطالبة باللقب دون قتال، وكان مصممًا على إلحاق الضرر بتحدي أولمبيك ليون للفوز باللقب. وهذا ما فعله بالضبط، مستلهمًا من كريم بنزيما الذي سجل هدفين قبل نهاية الشوط الأول. وفي الدقيقة 90، سجل جونينيو الهدف الثالث بعد أن سجل لاعب ليون السابق سيلفان ويلتورد هدفًا لمارسيليا. أنتجت هذه المباراة أول فوز لليون على مارسيليا منذ يناير 2007. عانى أولمبيك ليون من انتكاسة خطيرة في سعيه للفوز باللقب واستسلم لمنافسه بوردو، الذي فاز بالدوري بعد أسبوعين. مع 2.93 مليون مشاهد، أصبحت هذه المباراة الأكثر مشاهدة في تاريخ الدوري الفرنسي.[6][8][9]
- ليون 5–5 مارسيليا (8 نوفمبر 2009) – قبل المباراة، كان كلا الناديين قادمين من مباريات مهمة في دوري أبطال أوروبا في ذلك الموسم؛ ليون، تعادل 1–1 مع ليفربول ومارسيليا، تغلب 6–1 على زيورخ. كان ليون بحاجة إلى الفوز لاستعادة المركز الأول في الدوري، بينما كان مارسيليا، الذي كان يكافح من أجل الشكل في اللعب المحلي، بحاجة إلى الفوز للحفاظ على مكانة محترمة في الجدول. افتتحت المباراة بسرعة بتسجيل ميراليم بيانيتش لاعب ليون في الدقيقة الثالثة. تم إلغاء الهدف بعد 8 دقائق بعد أن سجل سليمان دياوارا لاعب مارسيليا برأسه من ركلة ركنية. بعد ثلاث دقائق فقط، استعاد ليون تقدمه من خلال تسديدة بقدمه اليسرى من سيدني غوفو، الذي سجل بعد انطلاقة معجزة. قبل نهاية الشوط الأول بقليل، تعادل مارسيليا مرة أخرى بعد تسديدة من لاعب الوسط بينوا تشيرو والتي واجه حارس مرمى ليون هوغو لوريس صعوبة في التعامل معها. وفي غضون دقائق من بداية الشوط الثاني، تقدم مارسيليا للمرة الأولى بعد تمريرة عرضية داخل منطقة الجزاء. ولم تمر الكرة العرضية برأس مامادو نيانغ وسقطت أمام باكاري كونيه الذي وضعها في مرمى لوريس. وفي الدقيقة 74، ضاعف مارسيليا تقدمه عن طريق برانداو. ومع تبقي عشر دقائق، أحرز ليون هدفا عن طريق ليساندرو لوبيز، الذي اخترق دفاع مارسيليا وسدد الكرة بمهارة من فوق ستيف مانداندا. وبعد أربع دقائق، حصل ليون على ركلة جزاء من الحكم ستيفان بري بعد لمسة يد داخل منطقة الجزاء من قبل غابرييل هاينزه. وسجل ليساندرو ركلة الجزاء وكان من المعتقد أنها أنقذت ليون من التعادل قبل الوقت المحتسب بدل الضائع. ومع ذلك، في الوقت المحتسب بدل الضائع، تقدم ليون بشكل لا يصدق بعد لعب مشترك بين ليساندرو وبيانيتش وميشيل باستوس، حيث سجل باستوس الهدف في النهاية. مع بقاء ليون على بعد دقيقتين من الفوز، تم إفساد فرصهم بعد رمية تماس أسفرت عن هدف لمارسيليا ليتعادل 5–5، وكانت هذه هي النتيجة النهائية.[10] تم احتساب الهدف في البداية لستيفان مبيا، ولكن تم إلغاؤه لاحقًا واحتسابه كهدف عكسي من قبل جيريمي تولالان. تمت مناقشة المباراة باعتبارها واحدة من أعظم المباريات في تاريخ كرة القدم الفرنسية وواحدة من أفضل مباريات الموسم الكروي.[11][12][13]
- ليون 3–2 مارسيليا (8 مايو 2011) – كانت الظروف مماثلة تقريبًا لما كانت عليه قبل عامين. مرة أخرى، خرج أولمبيك ليون من سباق اللقب بينما كان مارسيليا يُنافس مع فريق آخر للفوز بالدوري. بدأ الفريقان المباراة بشكل جيد. اعتقد لويك ريمي أنه أعطى فريقه التقدم ضد نادي مسقط رأسه، لكن هدفه المبكر ألغي بسبب حكم مشكوك فيه بتسلل.[وفقًا لِمَن؟] بعد 25 دقيقة، استحوذ ليساندرو لوبيز على الكرة على الجناح الأيسر، واندفع نحو المرمى وتخطى إلى الداخل. حاول سليمان دياوارا سد طريقه وتسبب في ركلة جزاء، نفذها الأرجنتيني بنفسه، وسجل. في الدقيقة 69، مع اندفاع أولمبيك ليون بحثًا عن هدف التعادل، سجل ليون الهدف الثاني من الهجمة المرتدة. انطلق سيزار ديلغادو في جولة متقطعة وبخدعة ملهمة، أرسل اثنين من مدافعي مارسيليا إلى الأرض. وأنهى ليون الهجمة بشكل رائع بتسديدة بقدمه اليسرى. وعندما بدا أن ليون قد تجاوز العاصفة، منح دفاعه الضعيف خصمه طوق النجاة الذي أمسك به لوتشو غونزاليز في الدقيقة 70. وكما كانت الحال غالبًا خلال فترة كلود بويل على رأس الفريق، أثبت ليون عجزه عن الدفاع عن تقدمه ضد خصم أخذ المباراة إليهم. وسمح المزيد من الدفاع الفوضوي في ركلة ركنية للويك ريمي بتسجيل هدف التعادل قبل 12 دقيقة من النهاية؛ حيث كان غير مراقب عند القائم البعيد. وفجأة، بدا ليون، الذي كان متقدمًا بهدفين قبل عشر دقائق، الأكثر عرضة للخطر من بين الجانبين. وفي نهاية مذهلة للمباراة،[وفقًا لِمَن؟] ألقى كل من ليون ومارسيليا الحذر جانبًا. وكان مدافع أولمبيك ليون كريس هو الذي سجل هدف الفوز الدرامي قبل 6 دقائق من نهاية المباراة، بتسديدة رائعة. كما حدث في عام 2009، لم يحقق ليون أداءً جيدًا في الدوري الفرنسي، لكنه اختبر متعة إضعاف منافسه مارسيليا على اللقب. وبعد بضعة أسابيع فاز ليل بالدوري.[6]
- مارسيليا 1–1 ليون (20 سبتمبر 2015) – بعد عام واحد من مغادرة مارسيليا، عاد ماثيو فالبوينا إلى ستاد فيلودروم بقميص ليون هذه المرة. لم يتم استقباله بشكل جيد على الإطلاق قبل انطلاق المباراة، حيث اعتقد مشجعو مارسيليا أن توقيعه مع ليون كان خطوة خائنة. أما بالنسبة للمباراة في حد ذاتها، فقد سجل ليون أولاً بفضل مهاجمه الأول ألكسندر لاكازيت من ركلة جزاء. بعد بضع دقائق، طُرد رومان أليساندريني بسبب تدخل خطير على فالبوينا. بعد بداية الشوط الثاني مباشرة، تجاوز الجمهور الحد عندما كان فالبوينا على وشك تنفيذ ركلة ركنية في الشوط الثاني، وبدأوا في إلقاء أشياء خطيرة على أرض الملعب (مثل الأوراق أو الزجاجات الزجاجية). وبسبب هذا، توقفت المباراة لأكثر من 15 دقيقة. بمجرد استئناف اللعب، عادل مارسيليا النتيجة بضربة رأس من كريم رقيق.[14]
- ليون 2–1 مارسيليا (1 فبراير 2022) – أقيمت المباراة في موعد مؤجل بعد أن تعرض ديميتري باييت لضربة على رأسه بزجاجة في المباراة قبل حوالي ثلاثة أشهر.[15]
- مارسيليا 3–0 ليون (6 ديسمبر 2023) – أقيمت المباراة في موعد مؤجل بعد إصابة مدرب ليون فابيو غروسو خلال هجوم على حافلة الفريق لدى وصولها قبل حوالي شهر.[16]

## الإحصائيات والسجلات
اعتبارًا من 22 سبتمبر 2024، كان هناك 111 لقاءً تنافسيًا في الدوري بين الفريقين منذ لقائهما الأول في الدوري. يتمتع ليون بالميزة في الدوري، حيث فاز في 37 مباراة مقابل 34 لمارسيليا. تم تسجيل أكبر عدد من الأهداف في مباراة واحدة في التعادل المتقارب 5–5 في ملعب جيرلان في 8 نوفمبر 2009. وكان أكبر فارق فوز هو فوز ليون على أرضه 8–0 في 24 مايو 1997. قبل سبع سنوات، هزم مارسيليا ليون 7–0.
من بين 111 مباراة بالدوري، سجل كلا الفريقين 174 هدفًا. الرقم القياسي للاعبي مارسيليا في الأهداف المسجلة ضد ليون هو ستة أهداف ويحمله مامادو نيانغ، الذي انضم إلى مارسيليا في عام 2004، وفي وقت ما، سجل في أربع مباريات متتالية مع شوك دي أولمبيك. الرقم القياسي للاعبي ليون يحمله سوني أندرسون، الذي سجل أيضًا ستة أهداف. يليه سيدني غوفو وجونينيو، اللذان سجلا خمسة أهداف لكل منهما.

### ملخص النتائج

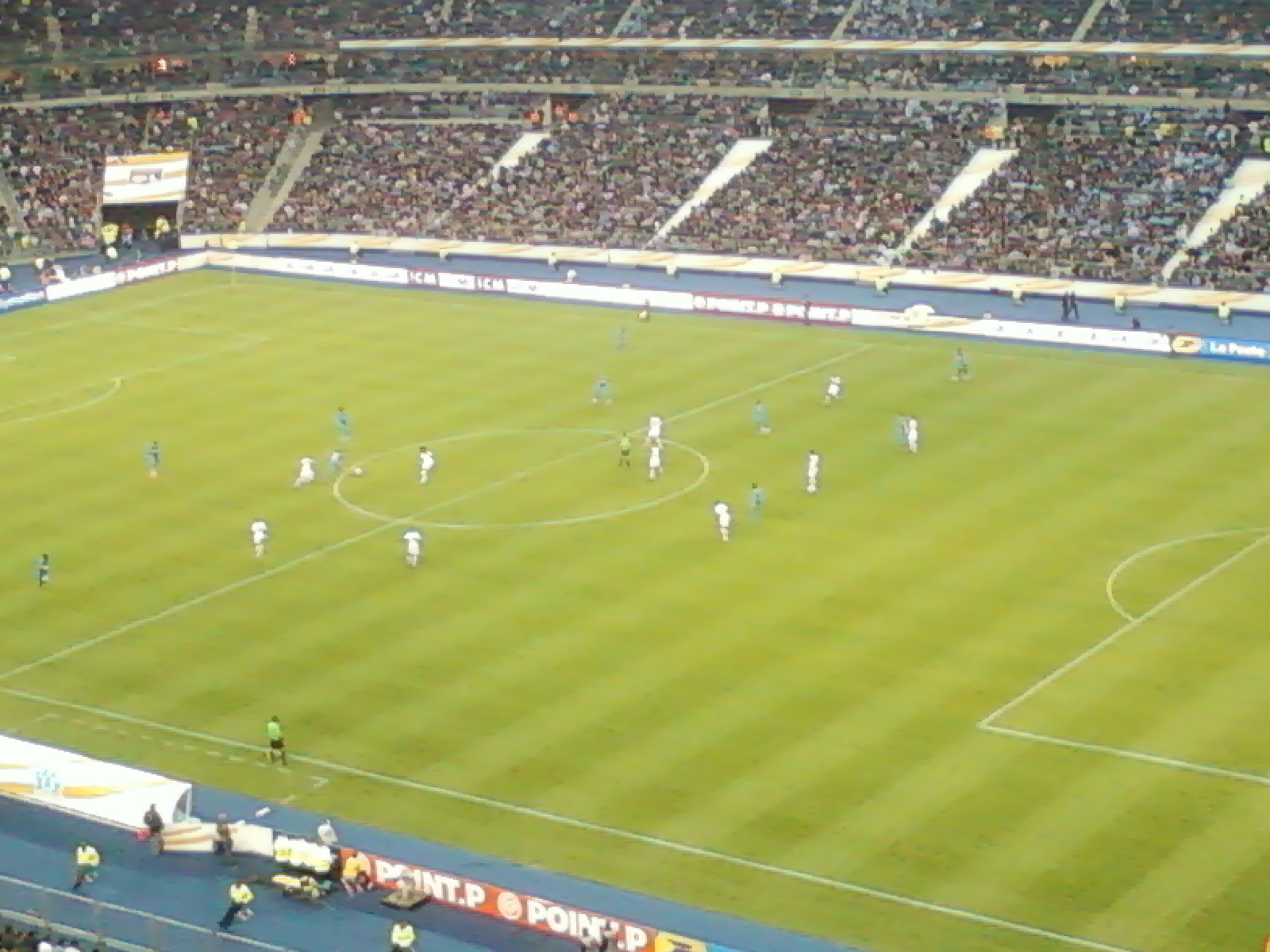
التقى الفريقان في نهائي كأس الرابطة الفرنسية 2012، والذي فاز به مارسيليا.

اعتبارًا من 22 سبتمبر 2024
| المسابقة                      | لعب | فوز ليون | تعادل | فوز مارسيليا | أهداف ليون | أهداف مارسيليا |
| ----------------------------- | --- | -------- | ----- | ------------ | ---------- | -------------- |
| الدوري الفرنسي                | 109 | 37       | 40    | 32           | 171        | 170            |
| الدوري الفرنسي الدرجة الثانية | 2   | 0        | 0     | 2            | 0          | 2              |
| كأس فرنسا                     | 11  | 4        | 2     | 5            | 12         | 13             |
| كأس الرابطة الفرنسية          | 2   | 1        | 0     | 1            | 2          | 2              |
| كأس الأبطال الفرنسي           | 0   | 0        | 0     | 0            | 0          | 0              |
| كوبيه تشارلز دراغو            | 1   | 1        | 0     | 0            | 1          | 0              |
| المجموع                       | 125 | 43       | 42    | 40           | 186        | 187            |

## الإنجازات
| المسابقة                      | مارسيليا | ليون |
| ----------------------------- | -------- | ---- |
| الدوري الفرنسي                | 9        | 7    |
| الدوري الفرنسي الدرجة الثانية | 1        | 3    |
| كأس فرنسا                     | 10       | 5    |
| كأس الرابطة الفرنسية          | 3        | 1    |
| كأس الأبطال الفرنسي           | 3        | 8    |
| دوري أبطال أوروبا             | 1        | 0    |
| كأس إنترتوتو                  | 1        | 1    |
| كوبيه تشارلز دراغو            | 1        | 0    |
| المجموع                       | 29       | 25   |

## الانتقالات بين الفريقين
بسبب المنافسة المستمرة بين الناديين، لعب عدد قليل من اللاعبين لكل من ليون ومارسيليا. ومن بين اللاعبين البارزين الغاني عبيدي بيليه، الذي فاز بجائزة أفضل لاعب كرة قدم أفريقي، والمدافع مانويل أموروز، وحارس المرمى باسكال أولميتا. وكان اللاعبون الثلاثة جزءًا من سلالة مارسيليا التي فازت بخمسة ألقاب متتالية في الدوري الفرنسي وكأس أوروبا في عام 1993. أموروز هو اللاعب الوحيد في تاريخ المنافسة الذي انتقل من نادٍ إلى آخر، ثم عاد إلى النادي السابق. لعب أموروز لصالح مارسيليا من عام 1987 إلى عام 1993، ثم أمضى عامين في ليون، قبل العودة إلى مارسيليا في عام 1995. ومن بين اللاعبين الآخرين الذين لعبوا لكلا الناديين سوني أندرسون، الذي أمضى موسمًا محترمًا في مارسيليا وانضم لاحقًا إلى ليون ليصبح أحد أبرز لاعبي النادي، وحاتم بن عرفة، الذي تطور إلى أعجوبة في ليون قبل أن يغادر إلى مارسيليا في ظروف سيئة، وفلوريان موريس، الذي كان أحد أكثر لاعبي ليون تأثيرًا خلال منتصف التسعينيات قبل أن يغادر إلى الساحل الجنوبي حيث قضى موسمين جيدين هناك.

### مارسيليا ثم ليون
| اللاعب          | مركز  | مارسيليا | مارسيليا | مارسيليا | ليون    | ليون   | ليون    |
| اللاعب          | مركز  | الفترة   | الظهور   | الأهداف  | الفترة  | الظهور | الأهداف |
| --------------- | ----- | -------- | -------- | -------- | ------- | ------ | ------- |
| دويه كاليتا-كار | مدافع | 2018–22  | 130      | 5        | 2023–   | 27     | 0       |
| نيكولاس نكولو   | مدافع | 2011–16  | 207      | 5        | 2016–18 | 21     | 0       |
| جيريمي موريل    | مدافع | 2011–15  | 153      | 3        | 2015–19 | 142    | 1       |
| ماثيو فالبوينا  | وسط   | 2006–14  | 331      | 38       | 2015–17 | 76     | 12      |
| بينوا بيدريتي   | وسط   | 2004–05  | 31       | 3        | 2005–06 | 36     | 2       |
| رينالد بيدروس   | وسط   | 1996–99  | 21       | 1        | 1997–98 | 15     | 2       |
| سوني أندرسون    | مهاجم | 1993–94  | 24       | 16       | 1999–03 | 154    | 91      |
| باسكال أولميتا  | حارس  | 1990–93  | 84       | 0        | 1993–96 | 131    | 0       |
| مانويل أموروز   | مدافع | 1989–93  | 102      | 2        | 1993–95 | 68     | 3       |
| عبيدي بيليه     | وسط   | 1987–93  | 111      | 23       | 1993–94 | 29     | 3       |
| علي بوعافية     | وسط   | 1987–88  | —        | —        | 1988–92 | —      | —       |
| ألبرت إمون      | مهاجم | 1968–77  | 137      | 33       | 1981–86 | 60     | 17      |

### ليون ثم مارسيليا
| اللاعب             | مركز  | ليون    | ليون   | ليون    | مارسيليا | مارسيليا | مارسيليا |
| اللاعب             | مركز  | الفترة  | الظهور | الأهداف | الفترة   | الظهور   | الأهداف  |
| ------------------ | ----- | ------- | ------ | ------- | -------- | -------- | -------- |
| كلينتون نجيه       | مهاجم | 2012–15 | 43     | 8       | 2016–19  | 59       | 12       |
| هنري بيديمو        | مدافع | 2013–16 | 103    | 1       | 2016–18  | 23       | 0        |
| بافيتيمبي غوميز    | مهاجم | 2009–14 | 243    | 90      | 2016–17  | 34       | 21       |
| لويك ريمي          | مهاجم | 2006–08 | 19     | 0       | 2010–13  | 105      | 42       |
| ألو ديارا          | وسط   | 2006–07 | 24     | 3       | 2011–12  | 50       | 2        |
| حاتم بن عرفة       | وسط   | 2004–08 | 92     | 12      | 2008–11  | 58       | 8        |
| سيلفان ويلتورد     | مهاجم | 2004–07 | 114    | 32      | 2009     | 15       | 2        |
| بيغوي لوييندولا    | مهاجم | 2001–04 | 126    | 46      | 2004–05  | 42       | 10       |
| ستيف مارليت        | مهاجم | 2000–01 | 49     | 18      | 2003–05  | 64       | 17       |
| فلوريان موريس      | مهاجم | 1991–97 | 126    | 44      | 1998–01  | 62       | 23       |
| مانويل أموروز      | مدافع | 1993–95 | 66     | 3       | 1995–96  | 16       | 0        |
| دانييل برافو       | وسط   | 1997–98 | 14     | 4       | 1998–99  | 21       | 1        |
| إريك روي           | وسط   | 1993–96 | 111    | 9       | 1996–99  | 87       | 10       |
| برونو نغوتي        | مدافع | 1988–95 | 237    | 13      | 2000–01  | 32       | 0        |
| فرانسوا ليماسون    | حارس  | 1987–90 | 101    | 0       | 1998–99  | 5        | 0        |
| جان فرانسوا دوميرغ | مدافع | 1982–83 | —      | —       | 1986–88  | 73       | 6        |
| دانييل زيريب       | وسط   | 1977–81 | 95     | 23      | 1981–86  | 19       | 3        |
| جان تيغانا         | وسط   | 1978–81 | 104    | 15      | 1989–91  | 76       | 1        |

## وصلات خارجية
- موقع نادي أولمبيك ليون (بالفرنسية)
- موقع أولمبيك مارسيليا (بالفرنسية)